# Claude Tchamitchian

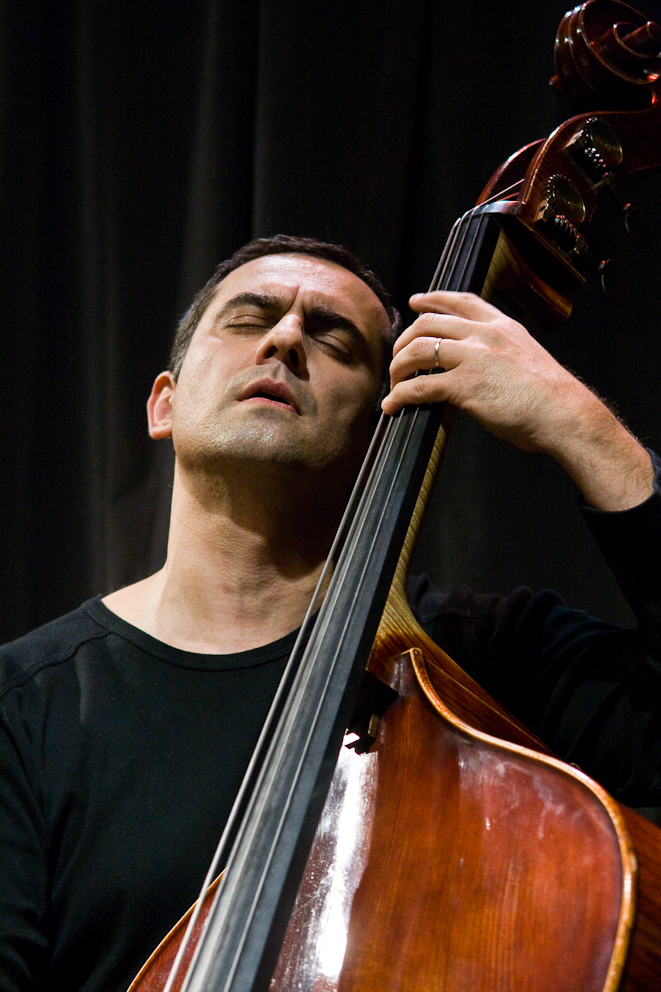
Claude Tchamitchian

Claude Tchamitchian (* 26. Dezember 1960 in Paris) ist ein französischer Kontrabassist und Komponist armenischer Herkunft und ist dem Stil des Creative Jazz zurechnen.

## Leben und Wirken
Tchamitchian stammt aus einer musikalischen Familie (beide Eltern waren Pianisten, der Vater Schüler von Alfred Cortot). Auf dem Kontrabass begann er als Autodidakt, vervollkommnete sich aber auf dem Konservatorium von Avignon. Dort begegnete er André Jaume und Rémi Charmasson, mit denen er 1988 auf dem Festival von Sorgues einen vielbeachteten Auftritt hatte. Während der nächsten Jahre arbeitete er mit Musikern der französischen Szene wie Yves Robert, Sylvain Kassap, Stéphan Oliva, Gérard Siracusa, Gérard Marais, Raymond Boni, Antoine Hervé, Jacques Thollot, François Corneloup, René Bottlang, Philippe Deschepper, Claude Barthélemy und Sophia Domancich zusammen, aber auch mit Jimmy Giuffre, mit Eric Watson, mit Linda Sharrock und mit Joe McPhee. Er leitet die Gruppe „Lousadzak“. Daneben war er in den letzten Jahren im Trio von Vincent Courtois und in unterschiedlichen Formationen von Andy Emler, mit dessen „Megaoctet“ er 2009 in Deutschland und der Schweiz auftrat, aktiv.
Tchamitchian ist auch als Musikpädagoge tätig und gründete 1994 mit Daunik Lazro und Raymond Boni das Musiker-Independent-Label Emouvance (='Emotion und Bewegung'), das er bis heute leitet.

## Lexigraphische Einträge
- Philippe Carles, André Clergeat, Jean-Louis Comolli: Dictionnaire du jazz. Ed. Robert Laffont, Coll. Bouquins, Paris 1994, ISBN 2-221-07822-5.